# هنري روكيه
هنري روكيه (بالفرنسية: Henri Roques)‏, (توفي سنة 2014), كان أكاديمياً فرنسياً اشتهر كأحد مُنكري عدد ضحايا اليهود في الهولوكوست.
تقدم الباحث برسالة للدكتوراه إلى جامعة نانت في فرنسا تصل لنتيجة هي أن عدد ضحايا اليهود لم يتجاوز الـ 250 ألف بحال من الأحوال، خِلاف المعروف إعلامياً بأنهم كانوا حوالي 6 مليون.
وقد أجازت الجامعة الرسالة ومنحته الدرجة العلمية بامتياز، ولكن الحكومة الفرنسية ألغت قرار اللجنة وسحبت منه الدرجة.